# Gabrovica pri Črnem Kalu
Gabrovica pri Črnem Kalu, po domače Gabrca, (v času Italije poitalijančeno v Gabrovizza dell'Istria) je staro slovensko naselje na koncu Osapske doline v Slovenski Istri, ki upravno spada pod Mestno občino Koper. 
Prebivalci so Gabrci, prebivalke Gabršce. Vas je sestavljena iz dveh naselij: Gabrovica ali Stara Gabrovica, ki je stisnjena v Bregu in Nova Gabrovica na Jurkovcu na drugem pobočju doline. Gabrovica je bila v zgodovini pravi branik slovenstva, saj so že leta 1897 ustanovili Slovensko bralno društvo. V času Italije so karabinierji in fašisti večkrat napadli in pretepali ljudi. Leta 1930 so v Gabrovici sklicali »Komunistično konferenco za Slovensko Istro« na kateri so sprejeli številne dogovore v bran pred fašizmom. Revolucionarno nastrojeni kmetje so kupili pisalni stroj in doma izdelali ciklostilni tiskalni stroj ter leta 1932 začeli izdajati glasilo »Kmetski glas«, s katerim so ljudi pozivali k uporu proti fašizmu. Med NOB pa eno izmed najpomembnejših partizanskih središč v Istri in tržaškemu zaledeju. V njej so delovali razni štabi in kar tri partizanske tehnike (tiskarne): Snežnik, Naš dom in Žena. 28. maja 1944 so jo Nemci ob sodelovanju italijanskih fašistov in slovenskih  domobrancev obkolili, napadli in popolnoma požgali. Pri tem so ubili in zažgali 9 oseb, med temi tudi štiriletno deklico Nerino, a partizanov skritih v bunkerjih niso našli. Vse zajete vaščane so odpeljali v Rižarno in druga koncentracijska taborišča. Fašistični in nacistični teror od leta 1921 do 1945 je v tej vasi, ki je štela 180 prebivalcev, zahteval 38 življenj. Po vojni so zgradili novo naselje, ki pa je postalo prvi neuspeli eksperiment zadruge sovjetskega tipa. Po več desetletjih se je začelo vračati življnje tudi v požgano Staro Gabrovico. Nad vasjo je bil zgrajen avtocestni viadukt Črni Kal, v gradnji pa je še železniški viadukt.